# Francesco Burlamacchi
Pour les articles homonymes, voir Burlamacchi.
Francesco Burlamacchi (né le 27 septembre 1498 à Lucques et mort le 24 février 1548 à Milan est un homme politique et conspirateur lucquois du XVIe siècle.

## Biographie
D’après les généalogistes lucquois, la famille Burlamacchi serait originaire d’Avano, un château de Pise, et serait arrivée à Lucques vers 1200. Les Burlamacchi furent  signori di Torre. Ils figurent sur le ban de 1308 des nobles et puissants. Ils revinrent à Lucques sous la seigneurie de Castruccio Castracani. 
Francesco Burlamacchi est le fils de Michele, ambassadeur de Lucques à Florence et gonfalonnier à plusieurs reprises, et de Catarina Balbani. 
Filippo Burlamacchi, son oncle, en religion Fra Pacifico fut ami de Savonarole, il en adopte à la fois l’habillement et le comportement austère et rejoint le couvent de San Romano. Il écrit une vie de Savonarole dont le manuscrit est conservé à Santa Maria Novella (Florence).
Francesco est nommé  au  Conseil des Anciens  en 1528. En 1533, il est nommé pour la première fois gonfalonnier de Justice, poste qu’il occupe à plusieurs reprises.

### Le complot
Francesco  voit les florissantes villes et républiques tomber une à une sous l’emprise du pape ou de l’empereur. Il pressent l’ambition de Cosme Ier de Toscane  de dominer la région. Il rêve de faire revivre les anciennes républiques toscanes et de libérer Pise, Pistoia, Florence, Arezzo et si possible Pérouse et Bologne en les associant aux républiques de Sienne et de Lucques au sein d’une confédération.
Il se confie à son ami, Cesare Benedino, qui lui conseille de prendre contact avec Leone Strozzi amiral au service de la France dont le père avait mené la révolte des exilés florentins et qui veut se venger de Cosme Ier. Sous prétexte d’aller visiter une de ses sœurs à Ferrare, Francesco quitte Lucques et se rend à Venise où il rencontre Leone Strozzi le 26 avril 1546.
Francesco, qui est commissario dell’ordinanza ,  expose son plan : avec l’autorisation de la Signoria,  il réunira près de 1 600 hommes sous le prétexte de les passer en revue. Tard le soir, après les fermetures des portes, il dirigera ses troupes vers sa villa de Santa Maria in Colle, où il retrouvera d’autres milices pour marcher sur Pise. Il est persuadé que les Pisans et le commandant de la forteresse, Vincenzo di Poggio, se joindront à lui. Après avoir libéré Pise, il marchera sur Pistoia, Pescia et Florence où il renversera Cosme. Il veut exécuter le plan en juin. Leone Strozzi le persuade d’attendre septembre car il ne dispose  des trente mille écus nécessaire à l’expédition ; il désire aussi attendre le retour de son frère Pierre  Strozzi qui guerroie en France et voir comment évolue la guerre entre l’empereur et l’électeur de Saxe.

### Arrestation et mort
Ce report est fatal. Benedino avait malheureusement parlé à Andrea Pezzini du voyage à Venise. Or Francesco avait succédé en juillet comme gonfalonnier de Justice à Baldassare Montecatini décédé prématurément. À ce titre, il avait tranché un procès entre les deux frères Angelo et Andrea Pezzini, qui se disputaient la tutelle d’une riche héritière, en défaveur de ce dernier. Furieux, Andrea pour se venger prévient Cosme. Informé, Francesco prévoit de fuir dans la nuit du 26 au 27 août. Découvert il reconnaît la conjuration et est immédiatement arrêté.
Le conseil des Anciens, craignant des conséquences, envoie des ambassadeurs à Cosme et à l’empereur. Le 28 août 1547 commence le procès de Francesco. Cosme Ier voyant l’avantage qu’il pourrait tirer de la situation, demande que le prisonnier lui soit remis, mais la Seigneurie refuse et se retourne vers l’empereur qui ordonne que l’enquête soit menée à Lucques en présence d’un de ses envoyés, Niccolo Bellone. Le 13 octobre 1547, Francesco est de nouveau interrogé. Soumis à la question, il ne révèle pas les noms de ses complices et admet simplement avoir eu des contacts avec les Strozzi.
Condamné pour crime de lèse-majesté, il est transféré en novembre à Milan et emprisonné au Castello Sforzesco. Francesco Burlamacchi est décapité le 14 février 1548 à Milan.
La  magnifique  villa qu’il faisait  construire aux environs de Lucques sur les plans de  Nicolao Civitati existe toujours sous le nom de villa  Burlamacchi Rossi. Elle  fut saisie et attribué à don Ferrante Gonzaga duc d’Amalfi qui en 1556 la mit  aux enchères. Plus tard, la villa sera la propriété d'Émilien de Nieuwerkerke et abritera sa liaison avec la princesse Olga de Cantacuzène.
Le 23 septembre 1859, le gouvernement de la Toscane le nomme par décret « Premier martyr de l’Unité italienne ». En 1863, sa statue, œuvre de U. Cambi, fut érigée Piazza San Michele à Lucques. Une loge maçonnique de Lucques porte son nom.

## Famille
Sa famille, qui avait adhéré à la foi protestante, émigra d’abord en France avant de se réfugier à Genève. Sa petite-fille Renée Burlamacchi épousa Théodore Agrippa d'Aubigné en secondes noces, en 1623.
Un de ses descendants est le juriste suisse Jean-Jacques Burlamaqui.
Un autre membre éminent de la famille est François Charles de Bourlamaque général français du XVIIIe siècle.
Une statue de Ulisse Cambi, datant de 1863, le commémore sur la piazza de l'église San Michele in Foro.